# 無知 (佛教)
無知，又譯不知、無智，佛教術語，意為不知道、不認識、缺乏正確認識，為智（jñāna）的反義。與無明的用法類似，經常被用來解釋無明。

## 概論
在梵文中，無知（ajñāna）是由動詞ज्ञा（jñā，知道、認識等），加上否定詞頭a-*後，形成的名詞，為智（jñāna）的反義詞。它跟無明的意義類似，經常被用來解釋何為無明。但是無知的意義較為中性，單純不知道某事，也可以稱無知，因此，在阿毘達摩中，又分為有染污的無知，與無染污的無知（不染無知）二種。